# Van Buren County, Tennessee
Van Buren County är ett administrativt område i delstaten Tennessee, USA, med 5 548 invånare. Den administrativa huvudorten (county seat) är Spencer.

## Geografi
Enligt United States Census Bureau har countyt en total area på 711 km². 708 km² av den arean är land och 3 km² är vatten.

### Angränsande countyn
- White County - norr
- Cumberland County - nordost
- Bledsoe County - öst
- Sequatchie County - söder
- Warren County - väst